# 赤松武

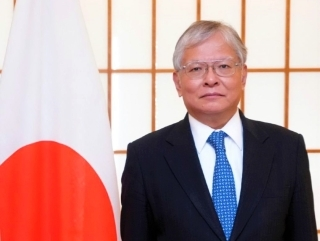
外務省より公表された公式肖像画像

赤松 武（あかまつ たけし、1963年7月31日 - ）は、日本の外交官。2013年（平成25年）10月11日から南スーダン駐箚特命全権大使。2019年（令和元年）10月15日からストラスブール総領事。2022年（令和4年）11月11日から国際民間航空機関日本政府代表部特命全権大使。2024年（令和6年）12月3日から駐セネガル兼カボベルデ兼ガンビア兼ギニアビサウ特命全権大使。

## 経歴・人物
東京都出身。甲陽学院高等学校を経て、1987年（昭和62年）外務公務員採用I種試験合格。1988年（昭和63年）京都大学法学部を卒業し、外務省に入省した。外務省経済局海洋課課長補佐、外務省総合外交政策局国際社会協力部国連行政課首席事務官などを経て、2002年（平成14年）7月から外務省沖縄事務所副所長、2004年（平成16年）欧州連合日本政府代表部一等書記官。2005年（平成17年）同参事官、2007年（平成19年）外務省国際協力局政策課企画官。
2009年（平成21年）外務省外務報道官組織国際報道官。2010年（平成22年）8月16日、外務省アフリカ第一課長。2012年（平成24年）8月1日、在スーダン日本国大使館参事官。在ジュバ日本国政府連絡事務所長併任を経て、2013年（平成25年）7月1日、在南スーダン日本国大使館が設立されると同大使館参事官・臨時代理大使。2013年（平成25年）10月11日から南スーダン駐箚特命全権大使。
2015年（平成27年）3月13日、国際連合日本政府代表部公使。2018年外務省大臣官房参事官兼国際協力局（地球規模課題担当）、アジア大洋州局南部アジア部。2019年ストラスブール総領事。2022年国際民間航空機関日本政府代表部特命全権大使。2024年駐セネガル兼カボベルデ兼ガンビア兼ギニアビサウ特命全権大使。

## 同期
- 青木豊（23年アルメニア大使）
- 岩﨑一郎（09年一橋大学経済研究所教授）
- 一方井克哉（22年ニジェール兼轄、 21年コートジボワール大使（トーゴ兼轄））
- 内川昭彦（23年モントリオール総領事）
- 宇山秀樹（22年デンマーク大使・20年欧州局長）
- 岡田健一（21年香港総領事）
- 小野啓一（24年インド兼ブータン大使、22年外務審議官（経済担当）・22年外務省経済局長・20年地球規模課題審議官）
- 小野日子（24年ハンガリー大使・22年外務報道官・21年外務省経済局長・内閣広報官）
- 海部篤（23年ウィーン代表部大使・21年軍縮不拡散・科学部長・20年儀典長）
- 小泉勉（24年ラオス大使、22年中華人民共和国大使館特命全権公使、20年外務省研修所長）
- 小林賢一（24年・特命全権大使（国際貿易・経済担当）・21年ラオス大使）
- 佐々山拓也（24年ウガンダ大使・20年トロント総領事）
- 鈴木光太郎（22年ボストン総領事・20年イラク大使）
- 髙杉優弘（21年コロンビア大使）
- 達増拓也（07年岩手県知事）
- 堤尚広（24年特命全権大使（人権担当兼国際平和貢献担当）・20年南スーダン大使）
- 林禎二（21年ブラジル大使・20年中南米局長）
- 平野隆一（24年人事院事務総局審議官・21年在ロシア大使館 特命全権公使・20年内閣官房国際テロ情報集約室次長・16年ユジノサハリンスク総領事）
- 船越健裕（25年外務事務次官・23年外務審議官（政務担当）・20年アジア大洋州局長）
- 松本太（22年イラク大使・19年ニューヨーク領事）
- 柳淳（23年シカゴ総領事・21年内閣審議官兼内閣情報調査室次長兼国際テロ情報集約室次長、18年在オーストリア大使館 公使）